# 高杉弘之
高杉 弘之（たかすぎ ひろゆき、1938年（昭和13年） - ）は、日本の教育者である。国立特殊教育総合研究所研究員として勤務した後、広島大学教育学部教授となる。障害児教育を研究分野としていた。岡山県真庭市出身。

## 経歴

### 生い立ち
1938年（昭和13年）岡山県阿賀郡呰部村（現：真庭市）の高杉家に出生する。地元に近い岡山県立高梁高等学校へ進学する。同期には、ノンフィクション作家になる河内洋輔がいる。その後、1957年（昭和32年）に同校を卒業する。
その後、東京大学へ進学する。同大学文学部で学び、1962年（昭和37年）に同大学を卒業する。その後、東京大学大学院人文社会系研究科へ進学する。ここで、日本において盲ろう教育の草分的な存在であった梅津八三名誉教授が高杉の指導教官となる。これが後の高杉の進路を決めるきっかけとなった。博士課程まで進学し、1967年（昭和42年）3月、同大学院を卒業する。その後、すぐに梅津の助手として東大文学部で障害児の教育についての研究を行う。

### 障害児教育研究者として
その後も東大で助手として研究を続けていた高杉であったが、1971年（昭和46年）東京都心身障害者福祉センターへ転職し、この後、文部省の国立特殊教育総合研究所が発足すると、1974年（昭和49年）その研究員として採用される。ここでの障害者教育研究で、視覚機能に問題がある重複障害児の行動や脳性麻痺児の言語習得過程等、多くの成果を挙げている。これにより、同研究所の第1研究室長となった。また、心身障害児教育財団の第7研究部長も兼務している。
1995年（平成7年）57歳で広島大学教育学部教授となる。同大学の教育学部附属障害児教育実践センターに所属した。2002年（平成14年）3月31日、64歳で同大学の教授を退官している。高杉は、同大学を退官する際に、次のコメントを残している。